# Australia en los Juegos Paralímpicos de Sídney 2000
Australia estuvo representada en los Juegos Paralímpicos de Sídney 2000 por un total de 286 deportistas, 193 hombres y 93 mujeres.

## Medallistas
El equipo paralímpico australiano obtuvo las siguientes medallas:
| Nombre | Deporte                       | Evento                                               |
| --- | ----------------------------- | ---------------------------------------------------- |
| Oro |                               |                                                      |
| Lisa McIntosh | Atletismo                     | 100 m T37 femenino                                   |
| Lisa McIntosh | Atletismo                     | 200 m T38 femenino                                   |
| Lisa McIntosh | Atletismo                     | 400 m T38 femenino                                   |
| Lisa Llorens | Atletismo                     | 200 m T20 femenino                                   |
| Lisa Llorens | Atletismo                     | Salto de longitud F20 femenino                       |
| Lisa Llorens | Atletismo                     | Salto de altura F20 femenino                         |
| Amy Winters | Atletismo                     | 100 m T46 femenino                                   |
| Amy Winters | Atletismo                     | 200 m T46 femenino                                   |
| Louise Sauvage | Atletismo                     | 1500 m T54 femenino                                  |
| Louise Sauvage | Atletismo                     | 5000 m T54 femenino                                  |
| Alison Quinn | Atletismo                     | 100 m T38 femenino                                   |
| Rebecca Feldman | Atletismo                     | 400 m T34 femenino                                   |
| Jodi Willis-Roberts | Atletismo                     | Peso F12 femenino                                    |
| Joanne Bradshaw | Atletismo                     | Peso F37 femenino                                    |
| Tim Sullivan | Atletismo                     | 100 m T38 masculino                                  |
| Tim Sullivan | Atletismo                     | 200 m T38 masculino                                  |
| Tim Sullivan | Atletismo                     | 400 m T38 masculino                                  |
| Greg Smith | Atletismo                     | 800 m T52 masculino                                  |
| Greg Smith | Atletismo                     | 1500 m T52 masculino                                 |
| Greg Smith | Atletismo                     | 5000 m T52 masculino                                 |
| Neil Fuller | Atletismo                     | 200 m T44 masculino                                  |
| Neil Fuller | Atletismo                     | 400 m T44 masculino                                  |
| Russell Short | Atletismo                     | Disco F12 masculino                                  |
| Russell Short | Atletismo                     | Peso F12 masculino                                   |
| John Lindsay | Atletismo                     | 100 m T53 masculino                                  |
| Geoff Trappett | Atletismo                     | 100 m T54 masculino                                  |
| Heath Francis | Atletismo                     | 400 m T46 masculino                                  |
| Fabian Blattman | Atletismo                     | 400 m T51 masculino                                  |
| Paul Mitchell | Atletismo                     | 1500 m T20 masculino                                 |
| Stephen Eaton | Atletismo                     | Disco F34 masculino                                  |
| Anton Flavel | Atletismo                     | Jabalina F20 masculino                               |
| Tim Sullivan Darren Thrupp Kieran Ault-Connell Adrian Grogan | Atletismo                     | 4 × 100 m T38 masculino                              |
| Tim Sullivan Darren Thrupp Kieran Ault-Connell Adrian Grogan | Atletismo                     | 4 × 400 m T38 masculino                              |
| Heath Francis Neil Fuller Stephen Wilson Tim Matthews | Atletismo                     | 4 × 100 m T46 masculino                              |
| Heath Francis Neil Fuller Stephen Wilson Tim Matthews | Atletismo                     | 4 × 400 m T46 masculino                              |
| Sarnya Parker | Ciclismo en pista             | Persecución individual tándem clase abierta femenino |
| Sarnya Parker | Ciclismo en pista             | 1 km contrarreloj tándem clase abierta femenino      |
| Matthew Gray | Ciclismo en pista             | 1 km contrarreloj LC1 mixto                          |
| Paul Clohessy | Ciclismo en pista             | Velocidad tándem clase abierta masculino             |
| Greg Ball Paul Lake Matthew Gray | Ciclismo en pista             | Velocidad por equipos LC1-3 mixto                    |
| Lyn Lepore | Ciclismo en ruta              | Ruta tándem clase abierta femenino                   |
| Peter Homann | Ciclismo en ruta              | Ruta CP4 mixto                                       |
| Daniel Polson | Ciclismo en ruta              | Ruta LC2 mixto                                       |
| Christopher Scott | Ciclismo en ruta              | Contrarreloj CP4 mixto                               |
| Mark le Flohic | Ciclismo en ruta              | 5,4 km contrarreloj triciclo CP2 mixto               |
| Julie Higgins | Hípica                        | Doma individual grado III mixto                      |
| Julie Higgins | Hípica                        | Doma individual estilo libre grado III mixto         |
| Siobhan Paton | Natación                      | 50 m espalda S14 femenino                            |
| Siobhan Paton | Natación                      | 50 m mariposa S14 femenino                           |
| Siobhan Paton | Natación                      | 50 m libre S14 femenino                              |
| Siobhan Paton | Natación                      | 100 m libre S14 femenino                             |
| Siobhan Paton | Natación                      | 200 m libre S14 femenino                             |
| Siobhan Paton | Natación                      | 200 m estilos SM14 femenino                          |
| Judith Green | Natación                      | 100 m braza SB6 femenino                             |
| Priya Cooper | Natación                      | 400 m libre S8 femenino                              |
| Gemma Dashwood | Natación                      | 400 m libre S10 femenino                             |
| Kingsley Bugarin | Natación                      | 100 m braza SB12 masculino                           |
| Kingsley Bugarin | Natación                      | 200 m estilos SM12 masculino                         |
| Paul Barnett | Natación                      | 100 m braza SB9 masculino                            |
| Jeff Hardy | Natación                      | 400 m libre S12 masculino                            |
| Patrick Donachie Paul Cross Stewart Pike Brett Reid | Natación                      | 4 × 100 m libre S14 masculino                        |
| David Hall | Tenis en silla de ruedas      | Individual masculino                                 |
| Jamie Dunross Graeme Martin Noel Robins | Vela                          | Sonar de tres personas mixto                         |
| Plata |                               |                                                      |
| Katrina Webb | Atletismo                     | 100 m T38 femenino                                   |
| Katrina Webb | Atletismo                     | 400 m T38 femenino                                   |
| Lisa Llorens | Atletismo                     | 100 m T20 femenino                                   |
| Rebecca Feldman | Atletismo                     | 100 m T34 femenino                                   |
| Sharon Rackham | Atletismo                     | 200 m T20 femenino                                   |
| Alison Quinn | Atletismo                     | 200 m T38 femenino                                   |
| Louise Sauvage | Atletismo                     | 800 m T54 femenino                                   |
| Norma Koplick | Atletismo                     | Jabalina F20 femenino                                |
| Lynda Holt | Atletismo                     | Peso F55 femenino                                    |
| Heath Francis | Atletismo                     | 200 m T46 masculino                                  |
| Kurt Fearnley | Atletismo                     | 800 m T54 masculino                                  |
| Fabian Blattman | Atletismo                     | 1500 m T51 masculino                                 |
| Bruce Wallrodt | Atletismo                     | Peso F54 masculino                                   |
| Lee Cox | Atletismo                     | Pentatlón P13 masculino                              |
| Kurt Fearnley John Lindsay Geoff Trappett Paul Nunnari | Atletismo                     | 4 × 100 m T54 masculino                              |
| Julianne Adams Amanda Carter Paula Coghlan Mellissa Dunn Karen Farrell Alison Mosely Lisa O'Nion Donna Ritchie Nadya Romeo Sharon Slann Liesl Tesch Jane Webb   | Baloncesto en silla de ruedas | Torneo femenino                                      |
| Lyn Lepore | Ciclismo en pista             | 1 km contrarreloj tándem clase abierta femenino      |
| Paul Lake | Ciclismo en pista             | Persecución individual LC2 mixto                     |
| Paul O'Neill | Ciclismo en ruta              | Ruta LC1 mixto                                       |
| Richard Nicholson | Levantamiento de potencia     | –60 kg masculino                                     |
| Melissa Carlton | Natación                      | 100 m libre S9 femenino                              |
| Melissa Carlton | Natación                      | 400 m libre S9 femenino                              |
| Tracey Cross | Natación                      | 100 m libre S11 femenino                             |
| Tracey Cross | Natación                      | 400 m libre S11 femenino                             |
| Alicia Aberley | Natación                      | 100 m libre S14 femenino                             |
| Alicia Aberley | Natación                      | 200 m estilos SM14 femenino                          |
| Tamara Nowitzki | Natación                      | 100 m braza SB7 femenino                             |
| Elizabeth Wright | Natación                      | 400 m libre S6 femenino                              |
| Gemma Dashwood | Natación                      | 200 m estilos SM10 femenino                          |
| Alex Harris | Natación                      | 100 m libre S7 masculino                             |
| Cameron de Burgh | Natación                      | 100 m libre S9 masculino                             |
| Kingsley Bugarin | Natación                      | 400 m libre S12 masculino                            |
| Ben Austin | Natación                      | 200 m estilos SM8 masculino                          |
| Stewart Pike | Natación                      | 200 m estilos SM14 masculino                         |
| Alex Harris Ben Austin Scott Brockenshire Brendan Burkett Cameron de Burgh Justin Eveson Shane Walsh                                                            | Natación                      | 4 × 100 m libre (34 ptos.) masculino                 |
| Bryce Alman Brett Boylan Clifford Clarke Garry Croker Brad Dubberley Nazim Erdem Peter Harding George Hucks Tom Kennedy Craig Parsons Steve Porter Patrick Ryan | Rugby en silla de ruedas      | Torneo mixto                                         |
| Daniela Di Toro Branka Pupovac | Tenis en silla de ruedas      | Dobles femenino                                      |
| David Hall David Johnson | Tenis en silla de ruedas      | Dobles masculino                                     |
| Peter Tait | Tiro                          | Pistola deportiva SH1 mixto                          |
| Bronce |                               |                                                      |
| Rebecca Feldman | Atletismo                     | 200 m T34 femenino                                   |
| Katrina Webb | Atletismo                     | 200 m T38 femenino                                   |
| Amy Winters | Atletismo                     | 400 m T46 femenino                                   |
| Patricia Flavel | Atletismo                     | 800 m T20 femenino                                   |
| Jodi Willis-Roberts | Atletismo                     | Disco F12 femenino                                   |
| Tim Matthews | Atletismo                     | 100 m T46 masculino                                  |
| Tim Matthews | Atletismo                     | 200 m T46 masculino                                  |
| Andrew Newell | Atletismo                     | 100 m T20 masculino                                  |
| Andrew Newell | Atletismo                     | 400 m T20 masculino                                  |
| Neil Fuller | Atletismo                     | 100 m T44 masculino                                  |
| John Lindsay | Atletismo                     | 200 m T53 masculino                                  |
| Fabian Blattman | Atletismo                     | 800 m T51 masculino                                  |
| Roy Daniell | Atletismo                     | Maratón T13 masculino                                |
| Brian Harvey | Atletismo                     | Disco F38 masculino                                  |
| Murray Goldfinch | Atletismo                     | Peso F20 masculino                                   |
| Don Elgin | Atletismo                     | Pentatlón P44 masculino                              |
| Lyn Lepore | Ciclismo en pista             | Persecución individual tándem clase abierta femenino |
| Paul Clohessy | Ciclismo en pista             | 1 km contrarreloj tándem clase abierta masculino     |
| Paul O'Neill | Ciclismo en pista             | 1 km contrarreloj LC1 mixto                          |
| Paul Lake | Ciclismo en pista             | 1 km contrarreloj LC2 mixto                          |
| Paul O'Neill | Ciclismo en pista             | Persecución individual LC1 mixto                     |
| Christopher Scott | Ciclismo en ruta              | Ruta CP4 mixto                                       |
| Peter Homann | Ciclismo en ruta              | Contrarreloj CP4 mixto                               |
| Mark le Flohic | Ciclismo en ruta              | 1,9 km contrarreloj triciclo CP2 mixto               |
| Rosalie Fahey | Hípica                        | Doma individual grado I mixto                        |
| Marita Hird | Hípica                        | Doma individual estilo libre grado III mixto         |
| Alicia Aberley | Natación                      | 50 m braza SB14 femeninoo                            |
| Alicia Aberley | Natación                      | 200 m libre S14 femenino                             |
| Brooke Stockham | Natación                      | 100 m braza SB8 femenino                             |
| Brooke Stockham | Natación                      | 200 m estilos SM8 femenino                           |
| Lucy Williams | Natación                      | 100 m braza SB6 femenino                             |
| Stacey Williams | Natación                      | 100 m braza SB7 femenino                             |
| Casey Redford | Natación                      | 100 m espalda S9 femenino                            |
| Amanda Fraser | Natación                      | 50 m libre S7 femenino                               |
| Tracey Cross | Natación                      | 50 m libre S11 femenino                              |
| Priya Cooper | Natación                      | 100 m libre S8 femenino                              |
| Dianna Ley | Natación                      | 400 m libre S9 femenino                              |
| Kate Bailey | Natación                      | 100 m mariposa S9 femenino                           |
| Melissa Willson Elizabeth Wright Karni Liddell Denise Beckwith                                                                                                  | Natación                      | 4 × 50 m libre (20 ptos.) femenino                   |
| Amanda Fraser Priya Cooper Melissa Carlton Gemma Dashwood | Natación                      | 4 × 100 m libre (34 ptos.) femenino                  |
| Priya Cooper Brooke Stockham Melissa Carlton Kate Bailey | Natación                      | 4 × 100 m estilos (34 ptos.) femenino                |
| Scott Brockenshire | Natación                      | 100 m libre S10 masculino                            |
| Scott Brockenshire | Natación                      | 100 m mariposa S10 masculino                         |
| Alex Harris | Natación                      | 50 m libre S7 masculino                              |
| Mark Altmann | Natación                      | 50 m mariposa S7 masculino                           |
| Ben Austin | Natación                      | 100 m mariposa S8 masculino                          |
| Alex Harris David Rolfe Paul Barnett Daniel Bell Ben Austin Cameron de Burgh Justin Eveson                                                                      | Natación                      | 4 × 100 m estilos (34 ptos.) masculino               |